# Saw a New Morning / My Life Has Been a Song

## Közreműködők
- Barry Gibb – ének, gitár
- Maurice Gibb – ének, gitár, billentyűs hangszerek, basszusgitár
- Robin Gibb – ének
- Alan Kendall – gitár
- Tommy Morgan – harmonika (My Life Has Been a Song)
- Jim Keltner – dob
- stúdiózenekar Johnny Pate vezényletével
- hangmérnök – Mike Claydon, Damon Lyon-Shaw, Richard Manwaring, Andy Knight

## A lemez dalai
- Saw a New Morning (Barry, Robin és Maurice Gibb) (1972), stereo 4:24, ének: Barry Gibb, Robin Gibb
- My Life Has Been a Song (Barry, Robin és Maurice Gibb) (1972), stereo 4:21, ének: Barry Gibb, Robin Gibb

## Top 10 helyezés
- Saw a New Morning: 1.: Hongkong

## A kislemez megjelenése országonként
- Japán: RSO DW-1072
- Ausztrália, Új-Zéland: Spin EK-5086
- Európa: RSO 2090 105
- Egyesült Államok, Kanada: RSO SO-401